# Altstadt
Altstadt (literalmente: Ciudad Vieja) es el nombre del barrio central de Friburgo de Brisgovia en Baden-Wurtemberg, Alemania. Tiene una superficie de 1,19 km² y consiste de los sectores Altstadt-Mitte y Altstadt-Ring. El verdadero Casco Antiguo de la ciudad se encuentra en Altstadt-Mitte. Visto desde el aire tiene una estructura oval. Fue creado hace unos 900 años al pie del monte Schlossberg sobre una terraza aluvial elevada del río Dreisam.

## Enlaces
- Wikimedia Commons alberga una categoría multimedia sobre Altstadt de Friburgo.
- www.freiburg.de